# Camino Garrigó
Camino Garrigó (Pamplona, 18 de març de 1884 - Barcelona, 2 de gener de 1954) va ser una actriu espanyola que va participar en més de quaranta pel·lícules, com a actriu generalment secundària. La seva fama li va venir en els últims anys de la seva vida, interpretant papers d'anciana venerable.

## Filmografia seleccionada
- Torbellino (1941)
- La culpa del otro (1942)
- Viaje sin destino (1942)
- El hombre que se quiso matar (1942)
- Castillo de naipes (1943)
- Huella de luz (1943)
- Mi enemigo y yo (1944)
- El clavo (1944)
- El fantasma y Doña Juanita (1945)
- Cuando los ángeles duermen (1947)
- La casa de las sonrisas (1947)
- La fe (1947)
- Embrujo (1948)
- Confidencia (1948)
- Historia de una escalera (1950)
- El señorito Octavio (1950)
- Rostro al mar (1951)
- El hombre que veía la muerte (1955)

## Premis
En l'edició de 1947 de les medalles del Cercle d'Escriptors Cinematogràfics va rebre la medalla a la millor actriu secundària per les seves interpretacions en La fe i Cuando los ángeles duermen.